# Joachim Tanski

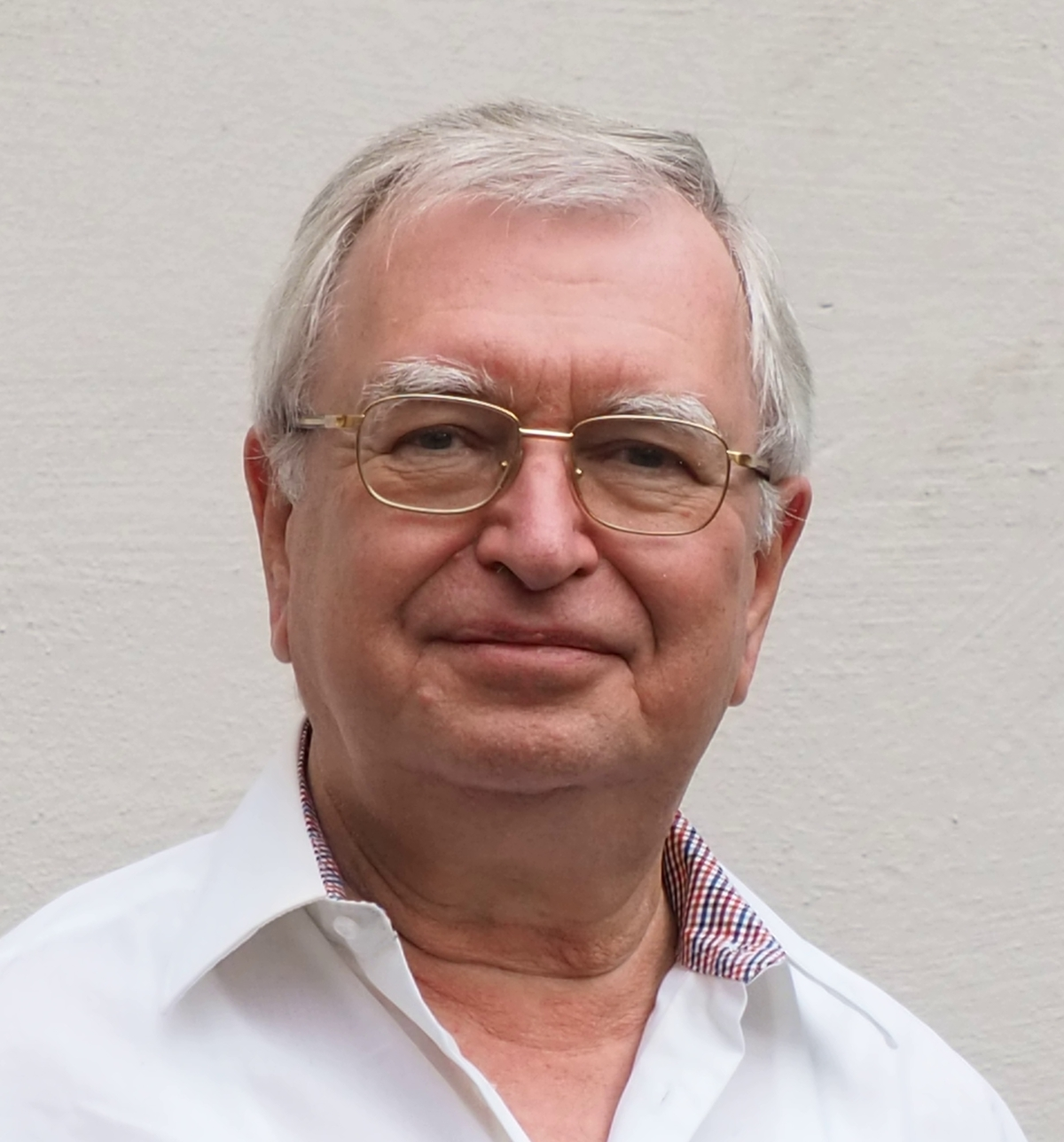
Prof. Dr. Tanski, 2023

Joachim S. Tanski (* 18. Mai 1950 in Berlin) ist ein deutscher Ökonom und Professor an der Technischen Hochschule Brandenburg.

## Biografie
Joachim Tanski studierte Betriebswirtschaftslehre an der Freien Universität Berlin (FU Berlin) und arbeitete nach dem Diplom bis 1980 als wissenschaftlicher Assistent am Institut für Unternehmensführung der FU Berlin. Er promovierte dort 1983 mit der Arbeit Kostenplanung und Kostenkontrolle im Forschungs- und Entwicklungsbereich industrieller Unternehmungen.
Danach war er längere Zeit in der Unternehmens- und Steuerberatung tätig. Daneben gehörte er von 1979 bis 1999 neben u. a. Prof. Haedrich, Prof. Eder, Dr. Klemm und Dr. Kleinert zum Dozententeam des Aufbaustudienganges Tourismus und regionale Planung an der FU Berlin. Parallel war er Dozent in verschiedenen Ausbildungslehrgängen zum Wirtschaftsprüfer und zum geprüften Bilanzbuchhalter.
In den Jahren vor seiner Ernennung zum Professor war Tanski Geschäftsführer des deutsch-schweizerischen Beratungsunternehmens GFK Krankenhaus-Beratungsgesellschaft mbH.
1995 wurde er zum Professor für allgemeine Betriebswirtschaftslehre, insbesondere Steuerlehre und Rechnungswesen, an der Fachhochschule Brandenburg (heute Technische Hochschule Brandenburg) ernannt. 1999 wurde er zum Dekan des Fachbereichs Wirtschaft gewählt und übte dieses Amt zweieinhalb Jahre lang aus.

## Schwerpunkte in Forschung und Lehre
Die Denomination von Tanskis Professur ist Rechnungswesen und Steuern. Dabei konzentrierte er sich auf handels- und steuerrechtliche Bilanzierung und Bilanzanalyse einerseits sowie auf die Betriebswirtschaftliche Steuerlehre andererseits. Weitere Schwerpunkte sind Kostenrechnung sowie Unternehmensüberwachung mit Betriebswirtschaftlichem Prüfungswesen (mit Fokus auf Interne Revision), Corporate Governance sowie Risikomanagement und Compliance Management.
Schwerpunkte in der Lehre sind Betriebswirtschaftliche Steuerlehre und Steuerliches Prüfungswesen. Dazu zählen Dozenten- und Prüfungstätigkeiten in der Ausbildung von Wirtschaftsprüfern beim Berliner Seminar für Steuerrecht, Prüfungs- und Treuhandwesen sowie von Bilanzbuchhaltern (IHK) bei der Deutschen Angestellten-Akademie (DAA) und Mitarbeit bei Lehrgängen zum Zertifizierten IFRS-Experten der Haufe Akademie. In besonderem Umfang gehören dazu auch Seminare zu den Berufsexamina für Innenrevisoren (Certified Internal Auditor (CIA)) sowie Diplomierter Interner Revisor des Instituts für Interne Revision Österreich. Praxisbezogene Seminare führt er als Dozent in offenen Seminaren und in unternehmensangepassten Inhouse-Seminaren u. a. für Haub und Partner und Forum-Institut durch. Weiterhin ist er als Unternehmensberater, Gutachter und Coach aktiv.

## Mitgliedschaften
- Deutsches Institut für Interne Revision e.V. (DIIR)[6]
- Arbeitskreis „Steuern und Revision“ im Bund der Wirtschaftsakademiker (BWA) e. V. (Präsident)[7]
- European Accounting Association (EAA)[8]
- American Accounting Association (AAA)[9]
- Interactive European Professional Accountancy (IEPA)
- European Taxation and Accounting in Practice (ETAP)

## Veröffentlichungen (Auswahl)
- J. S. Tanski, Andreas Schreier, Steffen Thoma (Verf.): Existenzgründung, Haufe, Freiburg 2014, 6. Auflage, ISBN 978-3-648-05065-1
- Joachim S. Tanski (Hrsg.): Interne Revision im Krankenhaus, Erich Schmidt Verlag, Berlin 2015, 2. Auflage, ISBN 978-3-503-16303-8
- J. Tanski, K. Kurras, J. Weitkamp (Verf.): Der gesamte Jahresabschluss, De Gruyter, Berlin 2018, Reprint der 4. Auflage, ISBN 978-3-486-79668-1
- Joachim S. Tanski, André Jungen: Steuerrecht, Haufe, Freiburg 2022, 13. Auflage, ISBN 978-3-648-16446-4
- Joachim S. Tanski: Jahresabschluss. Bilanzen nach Handels- und Steuerrecht, Haufe, Freiburg 2024, 8. Auflage, ISBN 978-3-648-17544-6
- Joachim S. Tanski: Compliance-Management, Springer Gabler, Wiesbaden 2023, ISBN 978-3-658-40681-3